# Mycodiplosis gloeopeniophorae
Mycodiplosis gloeopeniophorae är en tvåvingeart som först beskrevs av Ewald Rübsaamen och Hans Hedicke 1925.  Mycodiplosis gloeopeniophorae ingår i släktet Mycodiplosis och familjen gallmyggor.
Artens utbredningsområde är Tyskland. Inga underarter finns listade i Catalogue of Life.